# .cd
.cdは、国別コードトップレベルドメイン(ccTLD)の一つで、コンゴ民主共和国に割り当てられている。このドメインは、1997年のザイールからコンゴ民主共和国への国名変更に伴い、同年にザイールの.zrドメインに代わって作られたものである。なお.zrは2001年に廃止された。
.com.cd、.net.cd、.org.cdなどの予約済みのドメインを除いて、世界中の誰でも有料でドメイン登録することができる。このドメインは、コンパクトディスクの略称(CD)と同じであるため、ドメインハックに使用されている。他の似たようなドメインとして、.fm、.am、.tv、.ws、.djがある。